# 牛头崖镇
牛头崖镇（据秦皇岛市地方志办公室主任孙继胜所述，“崖”音“ái”），是中华人民共和国河北省秦皇岛市北戴河区下辖的一个乡镇级行政单位。

## 行政区划
牛头崖镇下辖以下地区：
牛头崖村、都寨村、洋河套村、蒋营村、西陆庄村、枣园村、王各庄村、狮子河村、南甸子村、南新庄村、卢王庄村、桃园村、蒲兰村、岭上村、满井村、沙坡张庄村、沙坡马庄村、柏新庄村、贲庄村、北坊村、老鸦窝村、渠子口村、大泥河村和小泥河村。

## 著名事件
牛头崖镇的桃园村（时称桃园大队）即为桃园经验的发生地。